# Gispen (tafeltennisvereniging)
Gispen is een tafeltennisvereniging in Culemborg. De club speelt in een eigen tafeltennishal in de wijk Terweijde.

## Historie
Op 1 november 1950 werd 'Gispen TTC' opgericht door een aantal mensen binnen de meubelfabriek Gispen, onder wie de latere directeuren van de fabriek A. Prins en A. Ulrich. Het in 1952 opgerichte RIBO (Riebeeks Boys) fuseerde in 1955 met TTV Gispen. Ook de door Cor van Veen opgerichte tafeltennisvereniging 'ODI' ging in 1963 op in TTV Gispen.
Op sportief vlak beleefde TTV Gispen successen in 1955 na de fusie met RIBO, waarbij het eerste team seizoen na seizoen promoveerde en uiteindelijk in de Hoofdklasse speelde. In dat team speelden Wim van de Berg, Janus Wammes, Henk Bleijenberg en Cor Borgstijn.
Begin jaren tachtig werd een eigen speelhal gebouwd die in beheer kwam van de vereniging. De banden met de meubelfabriek Gispen zijn langzaam aan verwaterd.

## Heden
Gispen speelt competitie in de afdeling Midden van de Nederlandse Tafeltennisbond. In het voorjaar van 2016 gebeurt dat met 9 seniorenteams en 4 jeugdteams, waarbij het eerste team Hoofdklasse speelt. Verder zijn er nog diverse recreanten die bij Gispen tafeltennissen.

## Interlands
In 2014 en 2015 werden er tafeltennisinterlands bij TTV Gispen georganiseerd. Dit leverde de club de nodige publiciteit op in zowel lokale als landelijke media.